# Knížecí záslužný řád
Knížecí záslužný řád (německy Füstliche liechtensteinische Verdienstorden) je řád knížectví Lichtenštejnského, udělovaný za zásluhy o knížectví, který založil v roce 1937 kníže Franz I. z Lichtenštejna.
Řád má šest tříd a dvě medaile:
- velká hvězda
- velkokříž s diamanty
- velkokříž
- komandérský kříž s hvězdou
- komandérský kříž
- rytířský kříž
- zlatá medaile
- stříbrná medaile